# Cáscara (ingrediente)

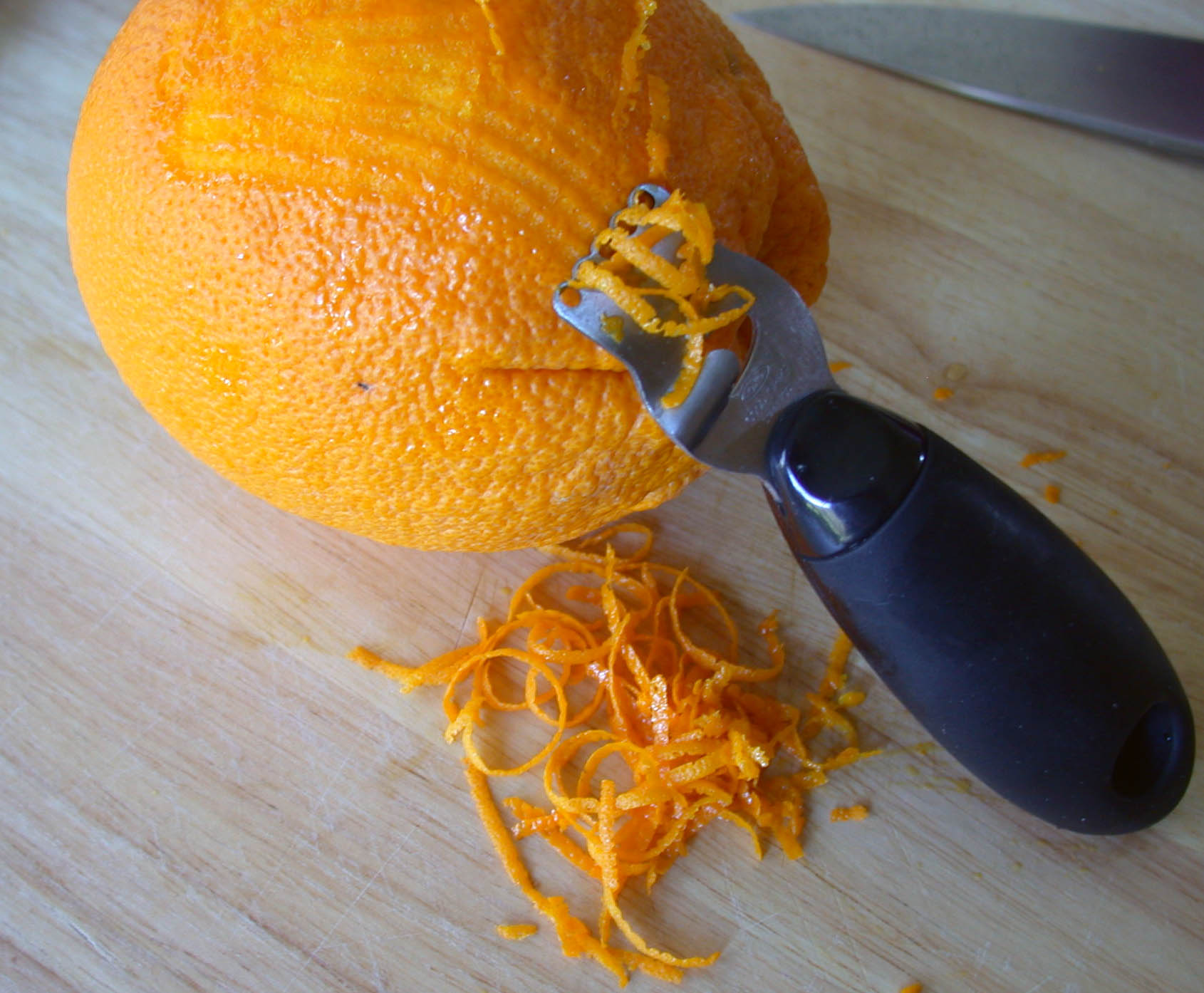
Cortando la piel de una naranja.

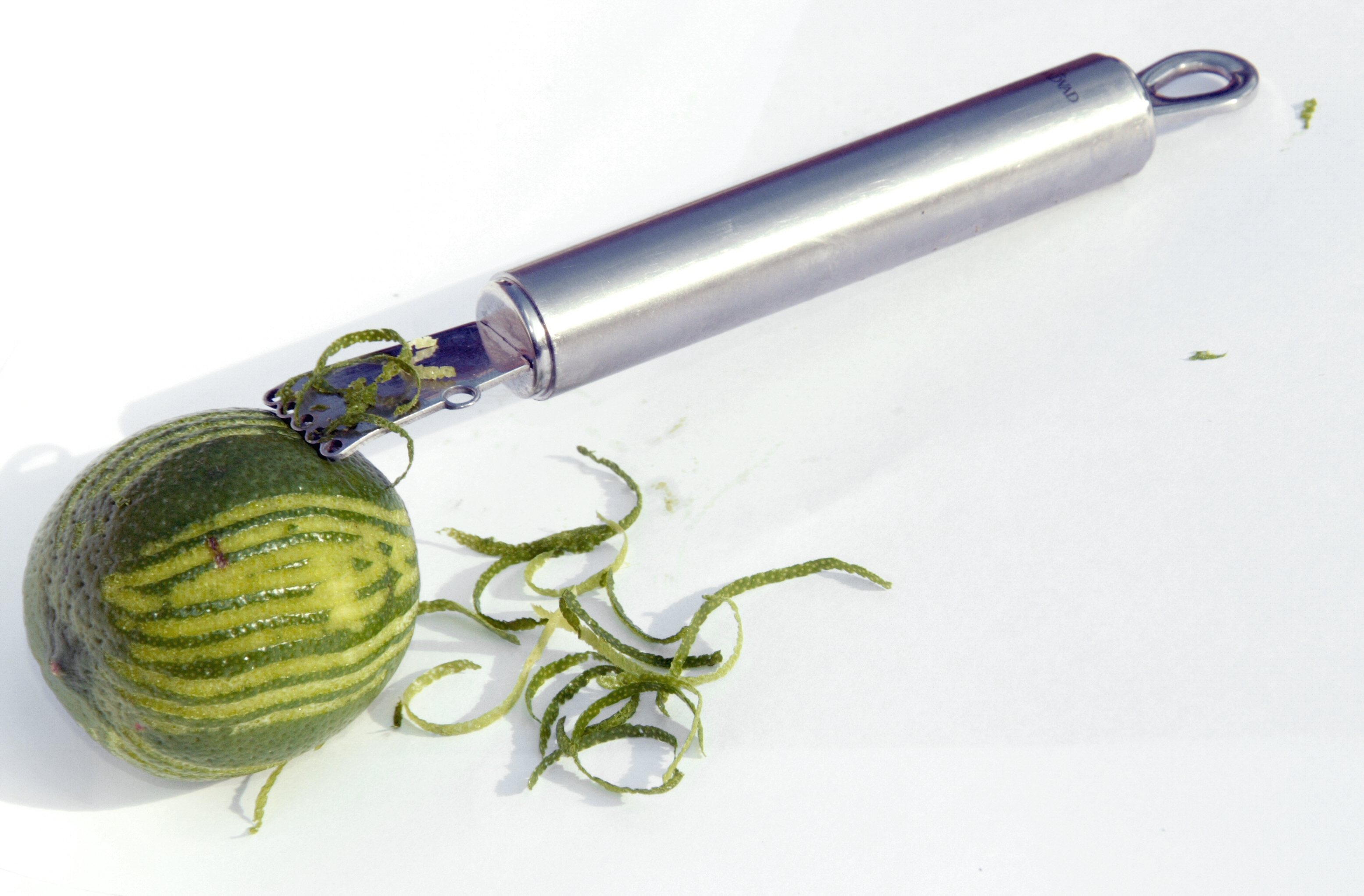
Tiras de cáscara de lima.

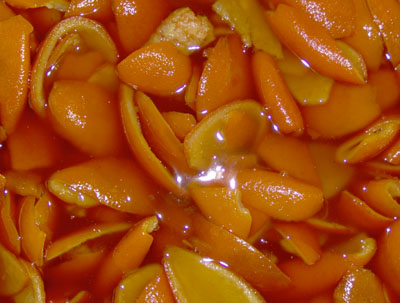
Piel de naranja caramelizada.

La cáscara, piel o ralladura de cítricos es un ingrediente empleado en muchas recetas, sobre todo de repostería, para añadir sabor. Se prepara raspando o cortando la colorida piel exterior de cítricos, tales como el limón, la naranja, la toronja y la lima.
En términos de anatomía vegetal, se obtiene del epicarpio del fruto, que junto con la corteza blanca adyacente (mesocarpio) forma su piel. En el caso de la cáscara de naranja, la colorida piel exterior se denomina flavedo y corresponde al exocarpio; inmediatamente por debajo se encuentra el albedo que sería el mesocarpio.  Las cantidades de una y otra capa varían de un cítrico a otro, y puede ser ajustada por la forma en la que se preparan. La cáscara puede usarse fresca, seca, caramelizada o encurtida en sal.

## Preparación
Para retirar la piel de una fruta de forma que pueda emplearse en la cocina, puede usarse un acanalador, un rallador, un pelador de verdura, un cuchillo mondador o incluso un cepillo para rascarla o cortarla. Alternativamente, la piel puede cortarse, desechándose el exceso de corteza blanca, que es amarga y por tanto debe evitarse, salvo en el caso de que se desee confitar la piel, en cuyo caso se deja entera.

## Uso
La cáscara de cítrico suele usarse para darle sabor a diferentes pasteles y dulces, así como para preparar mermeladas, chutneys, salsas, sorbetes e incluso ensaladas. También se emplea en platos salados, como es el caso de muchos platos de arroz o recetas como el ossobuco alla milanese.
Se usa en cócteles no solo por su sabor, sino por su color, para adornar. En este caso, a menudo se corta en una larga espiral llamada twist. Algunos cócteles que llevan un twist son el Dry Martini y el Horse's Neck. Para un sabor y aroma óptimos, como en el caso del ponche caliente, la cáscara se corta de la fruta con un cuchillo en el momento de servirse.
La cáscara de mandarina seca es una especia básica en la cocina china. Se usa en sopas y platos salados tales como el abulón al vapor.

## Usos comerciales
El epicarpio es la fuente de los aceites esenciales cítricos (aceite de naranja, aceite de limón, etcétera), que son importantes saborizantes. El aceite esencial de limón es el principal saborizante de las gominolas de limón.